# 進藤尚美
進藤尚美（1972年11月9日—）是一名日本女性聲優。京都府出身。特技為京都腔。身高155cm。血型為O型。

## 人物
- 代表作是『機動戰士高達SEED』卡嘉莉·尤拉·阿斯哈，在『舞-HiME』中飾演藤乃靜留。還有『GEAR戰士電童』、『激闘!クラッシュギアTURBO』、『鼻毛真拳』等等。
- 喜歡的食物是親子丼。喜歡的酒是芋燒酎，讨厌日本年糕，说是不喜欢粘乎乎的东西[1]。
- 擁有秘書技能檢定2級[2]。
- 和同一個經紀公司的置鮎龍太郎很要好。
- 歌手西川贵教说她很像他母亲，而她比西川要小[3]。
- 在作品『舞-HiME』中飾演藤乃靜留時，據說同個錄音室的聲優們聽到她熟練的京都腔都大吃一驚。

## 主要參與作品

### 電視動畫
2000年
- GEAR戰士電童 - 草薙北斗
- 櫻桃小丸子 - 石川繪理子的母親、阿姨A、小孩子B、詛咒女、外國人女性 其他
- ONE PIECE - 寇沙（少年）、村人、门下生、妻

2001年
- 超激力戰鬥車 - 丸目克勞德
- 心之图书馆 - 少年
- 淘氣小樂樂 - 里長的女兒、鈴木同學的母親
- 第一神拳 - 面試官

2002年
- 機動戰士GUNDAM SEED - 卡嘉莉·尤拉·阿斯哈
- 十二國記 - 李齋、芥瑚
- 槍之國度 - 艾羅爾、卡特琳娜、早苗、老奶奶、婦女
- 通靈王 - 瑞瑟格的母親

2003年
- 宇宙星路 - 蕾拉・巴爾德
- 机甲露宝 - 艾斯·炎
- 鼻毛真拳 - 白爛王、神奇寶貝遊戲豬〈Game boy豬〉、浴缸口、美女
- 名偵探柯南 - 女性職員
- 閃靈二人組 - 童年時期的美堂蠻
- 人生交叉點 - 葉子的母親

2004年
- 怪俠佐羅利 - 狸貓媽媽
- 奇幻兒童 - 約蘭德·洛根、10歲的賽斯、母親
- 妄想代理人#12
- 機動戰士GUNDAM SEED Destiny - 卡嘉莉·尤拉·阿斯哈
- 舞-HiME - 藤乃静留
- ONE PIECE - 護士

2005年
- 怪俠佐羅利2 - 貴夫人
- 太空魔龙 - 速水・直人、衛斯坦、オペレーター
- 舞-乙HiME - 靜留．維奧拉
- 攻壳机动队 STAND ALONE COMPLEX - 费穆
- ONE PIECE - 卡莉法（CP9）

2006年
- BLOOD+ - 哈吉（少年）
- 貧窮姊妹物語 - 越後屋金子
- 守護甜心 - 修羅耶
- 飛天小女警Z - 正男的母親、護士

2007年
- 天保異聞妖奇士 - 爽也
- 怪怪怪的鬼太郎（第5作） - 亮太、水惠、小翔、護士、裕人
- 黑之契約者 - 卡梅伊(哈伯克)
- 偶像大師 XENOGLOSSIA - 源千佳子
- 地球防衛少年 - 田中美純
- 電腦線圈 - 愛子
- 悲慘世界 少女珂賽特 - 多隆
- 魔人偵探腦嚙涅羅 - 桂木遙
- 少女的奇幻森林 - 秀次

2008年
- 我的狐仙女友 - 玉藻 (源千鶴之母)
- 毁灭世界的六人 - 5（玛同）
- 波菲的漫長旅程 - 康絲坦茲、喬治
- 交響情人夢 巴黎篇 - 並木優子
- 墓場鬼太郎 - 金丸瑪麗
- ONE PIECE - 維多利亞·辛朵莉（生前）

2009年
- 怪談餐館 - 芳雄的媽媽
- 怪怪怪的鬼太郎（第5作） - 廣人
- 穿越宇宙的少女 - 妮娜·斯特拉托斯基
- 戰場女武神 - 伊蓮·艾萊特、村婦、小孩子、女兵
- 你好 安妮 ～Before Green Gables - 麥瑟老夫人、黛拉、史賓賽夫人
- 銀魂 - 勝利的女神
- FAIRY TAIL - 斑鳩
- ONE PIECE - 骨牌

2010年
- 玩伴貓耳娘 - 杜蕾兒、女僕士兵
- 動物偵探奇魯米 - 九皿明人
- 怪談餐館 - 主婦
- 卡爾與不可思議之塔 - 卡琳卡
- 鋼之鍊金術師 FULLMETAL ALCHEMIST - 麗貝卡·卡塔里納
- 神偷怪盜 - 教師
- 精灵宝可梦 超级愿望 - 红豆杉博士

2011年
- 亞斯塔蘿黛的後宮玩具 - 恩雅·紐哈蕾

2012年
- 在那個夏天等待 - 老師、班導
- 銀魂 - 夜神夫人
- 咲-Saki-阿知賀篇 - 赤土晴繪、森垣友香
- 白熊咖啡廳 - 泳裝女子
- 花牌情緣 - 若宮詩穗
- TARI TARI - 綾部舞（第2話）
- 冰菓[[[Wikipedia:格式手册/链接#章節|錨點失效]]] - 湯淺尚子（第12-17話）
- Muv-Luv Alternative Total Eclipse - 篁栴納（第1話）
- 魔术快斗 - 教師（第7話）
- 魔奇少年 - 伊莉莎白（第1話）
- 未來日記 - 難波太郎

2013年
- 八犬傳－東方八犬異聞 - 九重、少年莉芳
- 百花繚亂 SAMURAI BRIDE - 佐佐木小次郎
- 八犬傳－東方八犬異聞－第2期 - 九重、少年
- 境界的彼方 - 新堂彩華

2014年
- 大家集合！Falcom 學園 - 拉比
- 咲-Saki-全國篇 - 赤土晴繪
- NO GAME NO LIFE 遊戲人生 - 巫女
- 飆速宅男 GRANDE ROAD - 御堂筋翔的母親
- 四月是你的謊言 - 薰的母親

2015年
- 食戟之靈 - 藏木滋乃
- 櫻子小姐腳下埋著屍體 - 正太郎的母親
- 影鰐 - 沙織

2016年
- 最弱無敗神裝機龍 - 羅菲·亞提斯瑪特（女主角與公主莉姿夏爾蒂·亞提斯瑪特的叔母）
- 熱情傳奇 The X - 亞塔克
- 卡片鬥爭!! 先導者 G 超越之門篇 - 新導時美
- 夢幻慶典 - 風間圭吾（兒童時代）

2017年
- 青之驅魔師 京都不淨王篇 - 勝呂虎子
- 櫻花任務 - 綠川澄子
- 舞動青春 - 緋山千里、杉崎喜子

2018年
- 搖曳露營△ - 犬山峰子
- 刀使之巫女 - 柳瀨柊子
- 銀河英雄傳說 Die Neue These 邂逅 - 吉爾菲艾斯的母親
- 京都寺町三條商店街的福爾摩斯 - 宮下母

2019年
- 名侦探柯南 - 村上纱菜（第952-954话）
- 怪怪怪的鬼太郎（第6作） - 阿雅的母親
- 星合之空 - 直央的母親
- 花牌情緣3 - 若宮詩穗

2020年
- ONE PIECE和之國篇 - 少年時代的犬嵐

2021年
- 比方說，這是個出身魔王關附近的少年在新手村生活的故事 - 蘿露

2022年
- 忍之一時 - 柘植礼羽[4]）
- Delicious Party ♡ 光之美少女 - 菓彩牡丹

2023年
- 無神世界的神明活動 - 荼吉尼
- 呆萌酷男孩 - 瞬的母親

### OVA
- 動畫古典文學館 - 吉田兼好、持統天皇
- Macross Zero - 阿莉絲 透納博士

### 動畫電影
2004年
- 蒸氣男孩

2015年
- High Speed! -Free! Starting Days-（郁彌的母親）

2017年
- 名偵探柯南：唐紅的戀歌（播報員）

2022年
- ONE PIECE FILM RED（卡莉法）

### 遊戲
- 機動戰士GUNDAM SEED系列（卡嘉莉·尤拉·阿斯哈）
- 超級機械人大戰系列 - 草薙北斗、卡嘉莉·尤拉·阿斯哈 等
- Xenosaga系列 -
- 戰國無雙系列 - 森蘭丸、立花誾千代
- 無雙OROCHI系列 - 森蘭丸、立花誾千代
- 北斗無雙 - 麻米亞
- 心跳回憶 Girl's Side 2nd Kiss - 藤堂龍子
- 舞-HiME～運命的系統樹～ - 藤乃静留
- 舞-HiME～運命的系統樹～修羅 - 藤乃静留
- 舞-HiME〜爆裂! 風華学園激闘史?! - 藤乃靜留
- 舞-HiME～鮮烈！真 風華学園激闘史!! - 藤乃静留
- 舞-乙HiME 乙女舞闘史!! - 靜留．維奧拉
- 呼吸：暗紅色的氣息（安堂美佐）NDS
- 怪物彈珠（幕末Resurrection:楢崎龍）
- 戰場女武神（エレット）PS3
- ONE PIECE パイレーツカーニバル（カリファ） PS2、GC
- 自律機動戦車イヅナ（台譯:愛情研究院） - 子曽根崎すぅ子（こそねざき すぅこ） PC
- 召喚夜響曲3 - 維爾
- 英雄傳說 軌跡系列（索尼亞·貝爾茨、安潔莉卡·羅格納）
  - [PS VITA] 英雄傳說 零之軌跡 Evolution
  - [PS VITA] 英雄傳說 碧之軌跡 Evolution
  - [PS VITA] 英雄傳說 閃之軌跡
  - [PS4] [[英雄傳說 閃之軌跡·改]安潔莉卡·羅格納]
  - [PS VITA] [[英雄傳說 閃之軌跡II·改]安潔莉卡·羅格納]
  - [PS VITA] [[英雄傳說 閃之軌跡III]安潔莉卡·羅格納]
  - [PS VITA] [[英雄傳說 閃之軌跡]IV]安潔莉卡·羅格納]
  - [PS VITA] [[英雄傳說 創之軌跡]索尼亞·貝爾茨、安潔莉卡·羅格納]
- Only you リベルクルス - ルワイル・ルネイン

2023年
- 寶可夢大師（葛吉花）

2024年
- 鳴潮（英白拉多）

## 注解
1. ↑   『週刊レディオSEED DESTINY』
2. ↑  .   [2009-07-31]. （原始内容存档于2016-11-04）.
3. ↑  『週刊レディオSEED』
4. ↑  . Comic Natalie. 2022-07-22  [2022-07-22] （日语）.

## 外部連結
- 事務所公開簡歷 （页面存档备份，存于） （日語）